# Ordblindhed - Et skjult handicap
Ordblindhed - Et skjult handicap er en film instrueret af Flemming la Cour efter eget manuskript.

## Handling
Ordblindhed er et problem for flere, end man skulle tro. Mange danskere læser aldrig avis, fordi de har svært ved det eller simpelt hen ikke kan. Hvad vil det sige at være ordblind? Filmen kommer også ind på forskellige erhverv, hvor ordblinde klarer sig fint.